# Paulina Schmiedel
Paulina Schmiedel (ur. 29 maja 1993) – niemiecka pływaczka, specjalizująca się głównie w stylu dowolnym i motylkowym.
Mistrzyni Europy na krótkim basenie ze Szczecina w sztafecie 4 x 50 m stylem dowolnym. 